# Heiliger Dienst
Heiliger Dienst (Abkürzung HlD) ist eine deutschsprachige peer-reviewed Fachzeitschrift zu den Themenbereichen Liturgiewissenschaft und liturgische Praxis.

## Geschichte
Die Zeitschrift erscheint seit Januar 1947, anfangs alle zwei Monate herausgegeben von der Erzabtei Sankt Peter Salzburg im eigenen Verlag Rupertuswerk, dann viermal im Jahr mit jeweils etwa 75 Seiten im Verlag St. Peter, Salzburg (Erzabtei St. Peter).

## Inhalt und Herausgeberschaft
Die Hefte widmen sich der klassischen Liturgik: Riten, Texte, Zeremonien und Räume werden aufgearbeitet, wie auch Fragen der Sakramententheologie und des liturgischen Rechtes. Der kulturelle Kontext ist das Österreich der Zweiten Republik. Autoren aus dem Benediktinerorden sind, gemäß der institutionellen Verortung der Zeitschrift, häufig aber keineswegs ausschließlich vertreten.
Die Hefte beinhalten zusätzlich zu den Einzelaufsätzen auch vatikanische Verlautbarungen mit Liturgierelevanz und Personalien (Nachrufe, Gruß- und Dankadressen, Potrait-Abbildungen). Ebenso bringen sie Dokumentation aus der Liturgischen Kommission für Österreich, wie etwa Themen und Referate ihrer Sitzungen.
Herausgegeben wird Heiliger Dienst heute vom Österreichischen Liturgischen Institut, dem Österreichischen Katholischen Bibelwerk und dem Pius-Parsch-Institut in Zusammenarbeit mit der Liturgischen Kommission für Österreich und den liturgischen Instituten der Universitäten in Österreich. Erster Herausgeber war P. Adalbero Raffelsberger OSB, der bis 1952 amtierte. Ihm folgten P. Anselm Schwab OSB (1952–1972), P. Rupert Schindlauer OSB (1973–1989) und seit 1989 das folgende Redaktionsteam: P. Winfried Bachler OSB (Salzburg), Albert Thaddäus Esterbauer (Salzburg; seit 1993), Christoph Freilinger (Linz), Liborius Olaf Lumma (Innsbruck), Gabriele Max (Gmunden), Michael Max (Neumarkt a. W.), Rudolf Pacik (Salzburg), Andreas Redtenbacher (Klosterneuburg/Vallendar), Monika Scala (Klosterneuburg) sowie Frank Walz (Salzburg).
In den ersten 50 Jahren seines Bestehens waren folgende vier Verfasser am häufigsten mit Veröffentlichungen in dem Periodikum vertreten: Walter Heim SMB (101×), Ekkart Sauser (55×), Adalbero Raffelsberger OSB (53×) und Klaus Gamber (51×).